# Amândio José Tomás
Amândio José Tomás (23 de abril de 1943) é um bispo católico português, Bispo de Vila Real entre 2011 e 2019.

## Biografia
Foi ordenado sacerdote em 15 de Agosto de 1967. Desempenhou durante largos anos o cargo de reitor do Colégio Português, em Roma. Em 5 de outubro de 2001 foi nomeado pelo Papa João Paulo II, bispo-titular de Ferradi Maior, como bispo-auxiliar da Arquidiocese de Évora. Foi ordenado bispo, pelo mesmo papa, em 6 de janeiro de 2002, na Basílica de São Pedro, no Vaticano. Em 20 de janeiro desse ano, entrou ao serviço da Arquidiocese de Évora.
Em 8 de janeiro de 2008 foi nomeado bispo coadjutor de Vila Real, com direito de sucessão, pelo Papa Bento XVI, nela entrando solenemente em 10 de fevereiro. 
Sucedeu a D. Joaquim Gonçalves no cargo de bispo da diocese a 17 de maio de 2011, após resignação deste por limite de idade.